# Gabriel Gruber
Gabriel Gruber [gábriel grúber] (tudi Gabrijel), jezuit, hidrotehnik in arhitekt, * 6. maj 1740, Dunaj, Avstrija, † 7. april 1805, Sankt Peterburg, Rusija.

## Življenje in delo
Gruber je končal filozofske in teološke študije v Gradcu, na orientalski akademiji na Dunaju je poučeval latinščino. Leta 1755 je vstopil v jezuitski red. Leta 1769 je prišel v Ljubljano, kjer je poučeval risanje, geometrijo, mehaniko in hidravliko na stolici za mehaniko, ki jo je s pomočjo deželnih stanov ustanovila Kranjska kmetijska družba. Kot član te družbe je delal poskuse za izdelavo papirja iz lesnega žaganja in proučeval uporabo kolovrata z dvema vretenoma. Največ zaslug ima pri urejanju razpuščenega gradbeništva na Kranjskem; njegova učenca sta bila Jožef Marija Šemrl in Leopold Hofer. Med letoma 1772 in 1781 je bil direktor navigacijske direkcije v Ljubljani, ki je skrbela za izboljšanje plovbe po Ljubljanici, Savi in Kolpi.
Leta 1772 je začel graditi po njem imenovan prekop za Gradom v Ljubljani, da bi rešil mesto pred poplavami in omogočil odvodnjavanje Ljubljanskega barja. Leta 1773 je na robu Levstikovega trga, pri jezuitskem kolegiju, načrtoval poznobaročno palačo (Gruberjeva palača, zdaj Arhiv republike Slovenije). V njej je vodil šolo za mehaniko in hidravliko, imel knjižnico za mehaniko in poljedelsko stroko, zbirko ladijskih modelov ter rudninske in naravoslovne zbirke. Šola je imela astronomsko opazovalnico. Palačo je dal okrasiti s štukaturami, ovalnim stopniščem in kapelo, ki jo je neposredno po nastanku (vsaj že 1781) poslikal Martin Johann Schmidt.
Leta 1774 je kupil pristavo Viderčanov grad (Rosenbüchel) na Glincah v Ljubljani (zdaj Vila Podrožnik). Po požaru leta 1773 je do 1776 po lastnih načrtih vodil obnovo jezuitske gimnazije pri svetem Jakobu v Ljubljani. Leta 1784 je odšel v Rusijo in od 1786 do 1799 predaval arhitekturo, mehaniko in fiziko na Jezuitskem kolegiju v Polocku. Po njegovih načrtih so v mestu zgradili nekaj stavb. Od leta 1800 je bil rektor Jezuitskega kolegija v Sankt Peterburgu, avgusta 1802 je postal jezuitski general ruske province. Imel je velik vpliv na carja Pavla I. in v ruskih aristokratskih krogih ter mnogo pripomogel k papeževemu priznanju jezuitskega reda v Rusiji.
Gruberju v spomin so ob vogalu Gruberjeve palače odkrili spominsko ploščo z reliefom, delo kiparja Janeza Pirnata.